# Monte Pramaggiore
Monte Pramaggiore  szczyt w Alpach Karnickich we Włoszech. Leży na granicy dwóch prowincji: Pordenone i Belluno. Ze szczytu widać między innymi: Monte Duranno, Cima dei Preti, Monte Cridola oraz Dolomity, w tym Antelao, Punta Sorapiss i Tre Cime di Lavaredo.